# Пандановый язык
Пандановый язык (англ. pandanus language) — сложный язык избегания, используемый во время сбора орехов пандана несколькими народами на востоке Центрального хребта в Папуа — Новой Гвинее.
Люди собираются ежегодно в лесу для сбора и готовки орехов Pandanus brosimus. Многие обычные слова считаются вредными для этих деревьев, поскольку они подразумевают то, что мешает росту орехов. Для того чтобы заменить табуированную лексику, создаются слова и высказывания для её замены. Другой причиной для создания подобного языка может быть то, что сбор орехов проходит в глубине леса, где, как считается, обитают опасные для человека духи природы. Пандановый язык никогда не используется за пределами области произрастания деревьев.
Пандановые регистры хорошо задокументированы для языков кева и калам.